# 1982年の日本競馬
1982年の日本競馬（1982ねんのにほんけいば）では、1982年（昭和57年）の日本競馬界についてまとめる。馬齢は旧表記で統一する。
1981年の日本競馬 - 1982年の日本競馬 - 1983年の日本競馬

## できごと

### 1月 - 3月
- 1月6日 - 第16回アジア競馬会議がタイのバンコクで開催され、日本中央競馬会の斎藤吉郎常務理事らが出席する[1]。
- 3月1日
  - オーストラリアのキャンベラで第16回TBA（場外馬券公社）総支配人会議が開催され、日本中央競馬会の幡新洋介が出席する[1]。
  - 日本中央競馬会の馬事公苑白井分苑が競馬学校として改組され、厩舎関係者の一元的教育機関として活用されることになる[1]。
- 3月23日 - 日本中央競馬会の白井競馬学校が開校式を迎える。4月から第1期生を養成開始[1]。

### 4月 - 6月
- 4月2日 - 日本中央競馬会競走馬総合研究所栃木支所が、ゲタウイルス感染症の研究で日本獣医学会賞を受賞する[1]。
- 4月17日 - 厩務員組合の京葉労組のストライキのため、3回中山競馬7日・8日開催は同労組組織員の担当馬を除外して施行された。また、皐月賞の前日発売が中止されている[1]。
- 5月22日 - 梅田場外発売所の分館が開設される[1]。
- 5月23日 - 日本中央競馬会は優駿牝馬開催当日を「レディースデー」として初開催。この年以降も開催されるようになる[1]。
- 6月1日 - 地方競馬全国協会が騎手教養所を改組し、地方競馬教養センターと改称するとともに、地方競馬研修館を新設[1]。
- 6月13日 - 韓国の李奉来騎手が来日し、新潟県営競馬で騎乗。以後「日韓チャレンジカップ」として毎年交流が行われる[1]。
- 6月22日 - アズマキングが地方所属馬としては初となる2億円の総賞金を獲得[1]。

### 7月 - 9月
- 8月 - 地方競馬全国協会が創立20周年式典を行う[2]。
- 9月23日 - 日本中央競馬会の厩舎関係者8名および職員1名が欧米研修に出発する[2]。

### 10月 - 12月
- 10月4日 - 第14回パリ国際競馬会議に、日本中央競馬会から塩田清隆常務理事らが出席する[2]。
- 10月9日 - 浅草電話投票所が開設、業務を開始する[2]。
- 11月3日 - 中央競馬の小川佐助調教師が黄綬褒章を受章する[2]。
- 11月6日 - 京都電話投票所が開設、業務を開始する[2]。
- 11月21日 - 日本中央競馬会がエリザベス女王杯当日もレディースデーとして開催するようになる[2]。
- 12月4日 - 千葉電話投票所が開設、業務を開始する[2]。

## 競走成績

### 中央競馬の主な競走
- 第42回桜花賞（阪神競馬場・4月11日）優勝 : リーゼングロス（騎手 : 清水英次）
- 第42回皐月賞（中山競馬場・4月18日）優勝 : アズマハンター（騎手 : 中島啓之）
- 第85回天皇賞（春）（京都競馬場・4月29日） 優勝 : モンテプリンス（騎手 : 吉永正人）
- 第43回優駿牝馬（オークス）（東京競馬場・5月23日) 優勝 : シャダイアイバー（騎手 : 加藤和宏）
- 第49回東京優駿（日本ダービー）（東京競馬場・5月30日) 優勝 : バンブーアトラス（騎手 : 岩元市三）
- 第23回宝塚記念（阪神競馬場・6月6日）優勝：モンテプリンス（騎手：吉永正人）
- 第86回天皇賞（秋）（東京競馬場・10月31日） 優勝 : メジロティターン（騎手 : 伊藤正徳）
- 第43回菊花賞（京都競馬場・11月14日） 優勝 : ホリスキー（騎手 : 菅原泰夫）
- 第7回エリザベス女王杯（京都競馬場・11月21日） 優勝 : ビクトリアクラウン（騎手 : 嶋田功）
- 第2回ジャパンカップ（東京競馬場・11月28日） 優勝 : ハーフアイスト（騎手 : ドン・マクベス）
- 第27回有馬記念（中山競馬場・12月26日） 優勝 : ヒカリデュール（騎手 : 河内洋）

### 中央競馬・障害
- 第88回中山大障害（春）（中山競馬場・4月11日）優勝 : キングスポイント（騎手 : 小島貞博）
- 第89回中山大障害（秋）（中山競馬場・12月25日）優勝： キングスポイント（騎手：小島貞博）

## 表彰

### 優駿賞
- 年度代表馬・最優秀5歳以上牡馬 ヒカリデュール
- 最優秀3歳牡馬 ダイゼンキング
- 最優秀3歳牝馬 ダイナカール
- 最優秀4歳牡馬 バンブーアトラス
- 最優秀4歳牝馬 ビクトリアクラウン
- 最優秀5歳以上牝馬 スイートネイティブ
- 最優秀父内国産馬 メジロティターン
- 最優秀スプリンター 該当馬なし
- 最優秀障害馬 キングスポイント
- 最優秀アラブ ハイロータリー
- ドリーム賞 モンテプリンス

## 誕生
この年に生まれた競走馬は1985年のクラシック世代となる。

### 競走馬
- 3月21日 - スクラムダイナ
- 3月24日 - ハッピールイス
- 3月26日 - シリウスシンボリ
- 4月2日 - ロンスパーク
- 4月6日 - スダホーク
- 4月12日 - ランドヒリュウ
- 4月16日 - タカラスチール、ミホシンザン
- 4月17日 - タニノブーケ
- 4月18日 - パーシャンボーイ
- 4月20日 - リヴリア
- 4月22日 - ライフタテヤマ
- 4月26日 - リワードウイング
- 4月29日 - タケノハナミ、サクラユタカオー
- 5月3日 - エルプス
- 5月7日 - レガシーオブストレングス
- 5月10日 - ノアノハコブネ
- 5月12日 - ダイゴトツゲキ
- 5月13日 - ダイナシュート
- 5月18日 - クシロキング、スピードヒーロー
- 5月31日 - ミスタージヨージ
- 不明 - デュラブ

### 人物
- 1月12日 - 村島俊策騎手（荒尾）
- 1月19日 - 中村裕司騎手（ホッカイドウ）
- 1月29日 - 楢崎功祐騎手（大井）
- 2月10日 - 宮川実騎手（高知）
- 2月12日 - 鈴来直人騎手（JRA）
- 3月10日 - 金子光希騎手（JRA）
- 3月23日
  - 佐藤友則騎手（笠松）
  - 板野央騎手（兵庫）
- 3月30日 - 畑端省吾騎手、調教師（JRA）
- 5月5日 - 笹木美典騎手（ホッカイドウ）
- 6月3日 - 石神深一騎手（JRA）
- 7月8日 - 安田翔伍調教師（JRA）
- 7月20日 - 川崎義和騎手（金沢）
- 8月3日
  - 拜原靖之騎手（川崎）
  - 岩永千明騎手（佐賀）
- 8月18日 - 田中力騎手（船橋）
- 8月29日 - 斉藤崇史調教師（JRA）
- 9月5日 - 木村暁騎手（水沢）
- 9月8日 - 西川進也騎手、調教師（兵庫）
- 9月13日 - 大庭和弥騎手（JRA）
- 9月30日 - 井西泰政騎手（JRA）
- 10月13日 - 皆川麻由美騎手（水沢）
- 11月1日
  - 難波剛健騎手（JRA）
  - 加藤誓二騎手（名古屋）
- 11月10日 - 堅田雅仁騎手（高知）
- 11月14日 - 蓑島靖典騎手（JRA）
- 11月24日 - 川島信二騎手（JRA）
- 12月13日 - 石坂公一調教師（JRA）
- 12月27日 - 柄崎将寿騎手（JRA）

## 死去

### 競走馬
- 12月28日 - チャイナロック